# Cabeza petiolata
Cabeza petiolata är en stekelart som beskrevs av Christer Hansson och Lasalle 2003. Cabeza petiolata ingår i släktet Cabeza och familjen finglanssteklar.
Artens utbredningsområde är Costa Rica. Inga underarter finns listade.